# Calyxochaetus millardi
Calyxochaetus millardi är en tvåvingeart som beskrevs av Henk J.G. Meuffels och Patrick Grootaert 1999. Calyxochaetus millardi ingår i släktet Calyxochaetus och familjen styltflugor.
Artens utbredningsområde är Colorado. Inga underarter finns listade i Catalogue of Life.